# Jakob Schubert
Jakob Schubert (ur. 31 grudnia 1990 w Innsbrucku) – austriacki wspinacz sportowy. Specjalizuje się boulderingu, prowadzeniu oraz we wspinaczce łącznej i klasycznej. Brązowy medalista olimpijski z Tokio z 2021; trzykrotny mistrz świata we wspinaczce sportowej, dwukrotnie w prowadzeniu oraz we wspinaczce łącznej; mistrz Europy we wspinaczce łącznej z 2015 z Innsbrucka.
Mieszka w Innsbrucku, trenuje w klubie ÖAV Innsbruck.

## Kariera sportowa
Zdobywca Pucharu Europy juniorów i wicemistrz świata juniorów w 2006 roku. W 2018 w austriackim Innsbrucku został podwójnym mistrzem świata we wspinaczce sportowej w konkurencji prowadzenie oraz we wspinaczce łącznej.
W 2019 w Hachiōji zdobył dwa medale; srebrny w boulderingu oraz brązowy we wspinaczce łącznej. Zajęcie 3. miejsca w klasyfikacji generalnej wspinaczki łącznej zapewniło bezpośrednie kwalifikacje na IO 2020 w Tokio we wspinaczce sportowej.

## Osiągnięcia
- Pucharu Europy juniorów w 2006 roku
- Drugie miejsce w zawodach pucharu Europy juniorów w Kranju, 2006
- Zwycięstwo w zawodach pucharu Europy juniorów w Velika Tarnovo, 2006
- Zwycięstwo w zawodach pucharu Europy juniorów w Annecy, 2006
- Wicemistrzostwo świata juniorów w Imst, 2006
- Zwycięstwo w zawodach pucharu Europy juniorów w Gdańsku, 2006
- Trzecie miejsce w zawodach pucharu Europy juniorów w Imst, 2006
- Trzecie miejsce w zawodach pucharu Europy juniorów młodszych w Kranju, 2005
- Wicemistrzostwo świata juniorów młodszych w Pekinie, 2005
- Trzecie miejsce w zawodach pucharu Europy juniorów młodszych w Kranju, 2004

### Mistrzostwa świata
| Konkurencje       | 2009 | 2011 | 2012 | 2014 | 2016 | 2018    | 2019 |
| ----------------- | ---- | ---- | ---- | ---- | ---- | ------- | ---- |
| Bouldering        | —    | —    | —    | —    | —    | 10      | 2    |
| Prowadzenie       | 26   | 2    | 1    | 5    | 2    | 1       | 3    |
| Wsp. na czas      | —    | —    | —    | —    | —    | 110-125 | 59   |
| Wspinaczka łączna | —    | —    | —    | —    | —    | 1       | 2    |

### World Games
| Konkurencje | 2009 | 2013 |
| Prowadzenie | 4    | 2    |

### Zimowe igrzyska wojskowe
| Konkurencje    | 2013 | 2017 |
| Bouldering     | 2    | —    |
| Prowadzenie    | —    | 1    |
| Wsp. klasyczna | —    | 2    |